# تشارلز برون (سياسي فرنسي)
تشارلز برون هو طبيب بيطري وسياسي فرنسي، ولد في 31 يوليو 1891 في Arbois ‏ في فرنسا، وتوفي في 13 يناير 1956 في باريس في فرنسا. نشط حزبياً في Republican, Radical and Radical-Socialist Party ‏.

## مناصب
- انتخب وزير الداخلية ‏ (11 أغسطس 1951 – 7 يناير 1952).
- انتخب وزير الداخلية ‏ (20 يناير 1952 – 28 فبراير 1952).
- انتخب وزير الداخلية ‏ (8 مارس 1952 – 23 ديسمبر 1952).
- انتخب وزير الداخلية ‏ (8 يناير 1953 – 21 مايو 1953).
- انتخب عضو مجلس الشيوخ في الجمهورية الرابعة ‏ عن دائرة أور ولوار (8 ديسمبر 1946 – 13 يناير 1956).

## وصلات خارجية
- تشارلز برون (سياسي فرنسي) على موقع مونزينجر (الألمانية)